# 劳伦斯 (坎特伯雷)
劳伦斯（英語：Laurence，有时被称为Lawrence:85或Laurentius；？—619年2月2日）是第二任坎特伯雷大主教（604年至619年在任）。劳伦斯是教宗额我略一世从意大利派往英格兰执行额我略使命的使者之一，使命是让信奉本地异教的盎格鲁-撒克逊人皈依基督教，不过他抵达英格兰的日期存在争议。他的前任奥斯定生前就任命他为大主教，以确保重要教职的延续。大主教任内，他曾试图消除不列颠当地教会与基督教的规定的差异，但以失败告终。肯特国王埃德博尔德继承父亲埃塞博尔特一世王位后放弃基督教，劳伦斯陷入困境，但他最终说服新王再度皈依基督教。劳伦斯在619年去世后被封圣。

## 延伸阅读
- Sharpe, R. . Eales, R. and Sharpe, R.  (编). . London: Hambledon Press: 1–13. 1995. ISBN 185285068X.